# Vistremir
Vistremir va ser un religiós mossàrab que va ser arquebisbe de Toledo entre ca. 828 i 858.
Successor de Gumesind vers l'any 828. El febrer de 839 va presidir el Concili de Sevilla, on es va tractar un problema d'aquella demarcació, i malgrat assistir-hi l'arquebisbe de Sevilla sembla que Toledo, malgrat encara no existir el títol de primat, ja tenia una importància superior a la resta. A més, amb la celebració d'aquesta reunió es demostra així que el territori peninsular dominat pels musulmans va mantenir l'estructura eclesiàstica anterior, inclosa la diversitat de càrrecs. Enrique Flórez ens informa que Eulogi de Còrdova va ser panegirista de Vistremir. El sant, que va passar molts dies amb ell conversant vers el 849, el qualifica d'ancià però encara amb vigor, i enumera les seves qualitats d'home santíssim i honest en els costums i mèrits. Explica, doncs, que Vistremir va predicar malgrat estar sota domini musulmà i va mantenir l'antic esplendor de l'església de Toledo. Aquest panegíric va ser escrit l'any 851 i aleshores el bisbe encara vivia. Atès que Eulogi va ser arquebisbe de Toledo electe el 859, es creu que Vistremir podria haver viscut fins aquesta data i, per tant, el seu mandat al capdavant de l'arxidiòcesi hauria estat de trenta anys.